# ダタンロン
ダタンロン（Datanglong）は中国から知られる獣脚類の属。

## 名称
属名はホロタイプ標本が発見された大唐盆地と中国語の「龍」の組み合わせで、種小名は同じく発見地に由来し「広西省の」を意味する。

## 形態
部分的な頭蓋後の骨格が知られ、既知の標本は椎骨と骨盤から成るホロタイプ標本GMG 00001のみ。
カルカロドントサウルス類との比較から全長の推定が行われ、全長は8-9mとされる。

## 分類
ダタンロンはカルカロドントサウルス類として記載された。
同年、Andrea Cauは、記載論文の系統解析は基盤テタヌラ類に過度に焦点を当てていたと述べた。さらに、より包括的な解析によってダタンロンを基盤的コエルロサウルス類であると結論づけ、またダタンロンとカルカロドントサウルス類の共有派生形質は全てメガラプトル類とも共有されていることを指摘した。
2017 年、Adun SamathiとPhorphen Chanthasitはダタンロンをメガラプトル類に含め、腸骨の含気化が他のメガラプトル類と共通していることを報告した。